# NGC 4290
NGC 4290 is een balkspiraalstelsel in het sterrenbeeld Grote Beer. Het hemelobject werd op 17 april 1789 ontdekt door de Duits-Britse astronoom William Herschel.

## Synoniemen
- UGC 7402
- MCG 10-18-29
- ZWG 293.12
- KCPG 329B
- IRAS 12183+5822
- PGC 39859